# Качанов Олександр Іванович
Олександр Іванович Качанов (29 березня 1928, місто Краснодар, Російська Федерація — 24 січня 2020) — радянський партійний і державний діяч, дипломат, 1-й секретар Краснодарського промислового крайкому КПРС (1963—1964). Депутат Верховної Ради РРФСР 6—7-го скликань. Кандидат економічних наук (1967).

## Біографія
Обирався секретарем організації ВЛКСМ Краснодарського інституту харчової промисловості. Член ВКП(б).
У 1952 році закінчив Краснодарський інститут харчової промисловості.
У 1951—1953 роках — 1-й секретар Краснодарського міського комітету ВЛКСМ.
У квітні 1953 — серпні 1958 року — 1-й секретар Краснодарського крайового комітету ВЛКСМ.
У 1958—1960 роках — 1-й секретар Первомайського районного комітету КПРС міста Краснодара.
У 1960—1962 роках — 2-й секретар Краснодарського міського комітету КПРС.
У березні — грудні 1962 року — голова виконавчого комітету Краснодарської міської Ради депутатів трудящих.
У січні 1963 — 24 грудня 1964 року — 1-й секретар Краснодарського промислового крайового комітету КПРС.
24 грудня 1964 — 1969 року — 2-й секретар Краснодарського крайового комітету КПРС.
У 1967 році закінчив заочну аспірантуру на кафедрі економіки промисловості Ростовського-на-Дону Інституту народного господарства.
У 1969—1974 роках — радник Посольства СРСР в Монголії з економічних питань
У 1974—1978 роках — начальник відділу з економічного та технічного співробітництва з Монголією Державного комітету РМ СРСР із зовнішньоекономічних зв'язків.
У 1978—1983 роках — радник Посольства СРСР на Кубі з економічних питань.
У 1983—1988 роках — 1-й заступник голови Державного комітету СРСР із зовнішньоекономічних зв'язків.
У 1988—1991 роках — 1-й заступник міністра зовнішньоекономічних зв'язків СРСР.
У 1992—2001 роках — торговий представник Російської Федерації в Киртайській Народній Республіці (КНР). Член виконавчої ради Центрального Правління Товариства російсько-китайської дружби.
Потім — на пенсії.

## Нагороди
- орден Жовтневої Революції
- два ордени Трудового Червоного Прапора
- орден Дружби народів
- медаль «Ветеран праці»
- медалі